# توتل
توتل، روستایی از توابع بخش جوکار شهرستان ملایر در استان همدان ایران است.

## جمعیت
این روستا در دهستان ترک شرقی قرار دارد و براساس سرشماری مرکز آمار ایران در سال ۱۳۹۵، جمعیت آن ۳۸۵ نفر (۱۱۰خانوار) بوده‌است. مردم این روستا به زبان ترکی صحبت میکنند.